# Hverfandi
Der Wasserfall Hverfandi entsteht zeitweise im Osten von Island.
Sein Name bedeutet im Isländischen der Verschwindende.
Er  bildet sich nur, wenn der Stausee Hálslón seine maximale Stauhöhe von 625 m über dem Meeresspiegel erreicht hat.
Dieser künstliche Wasserfall am Überlauf des Stausees erreicht eine Höhe von 100 m.
Nur dann strömt Wasser in das ursprüngliche Flussbett der Jökulsá á Brú direkt unterhalb der Staumauer Kárahnjúkastífla.
Über die Austurleið , die ab hier zur  wird, ist dieser Wasserfall zu erreichen.